# 卧姿
卧倒、倒卧或伏臥，腹部朝下。伏卧姿与立姿、跪姿组成射击运动的三种姿势。
卧姿分为躺姿和趴姿，躺即仰卧（supine position），腹部朝上；趴即倒卧或卧倒，腹部向下。

## 射击

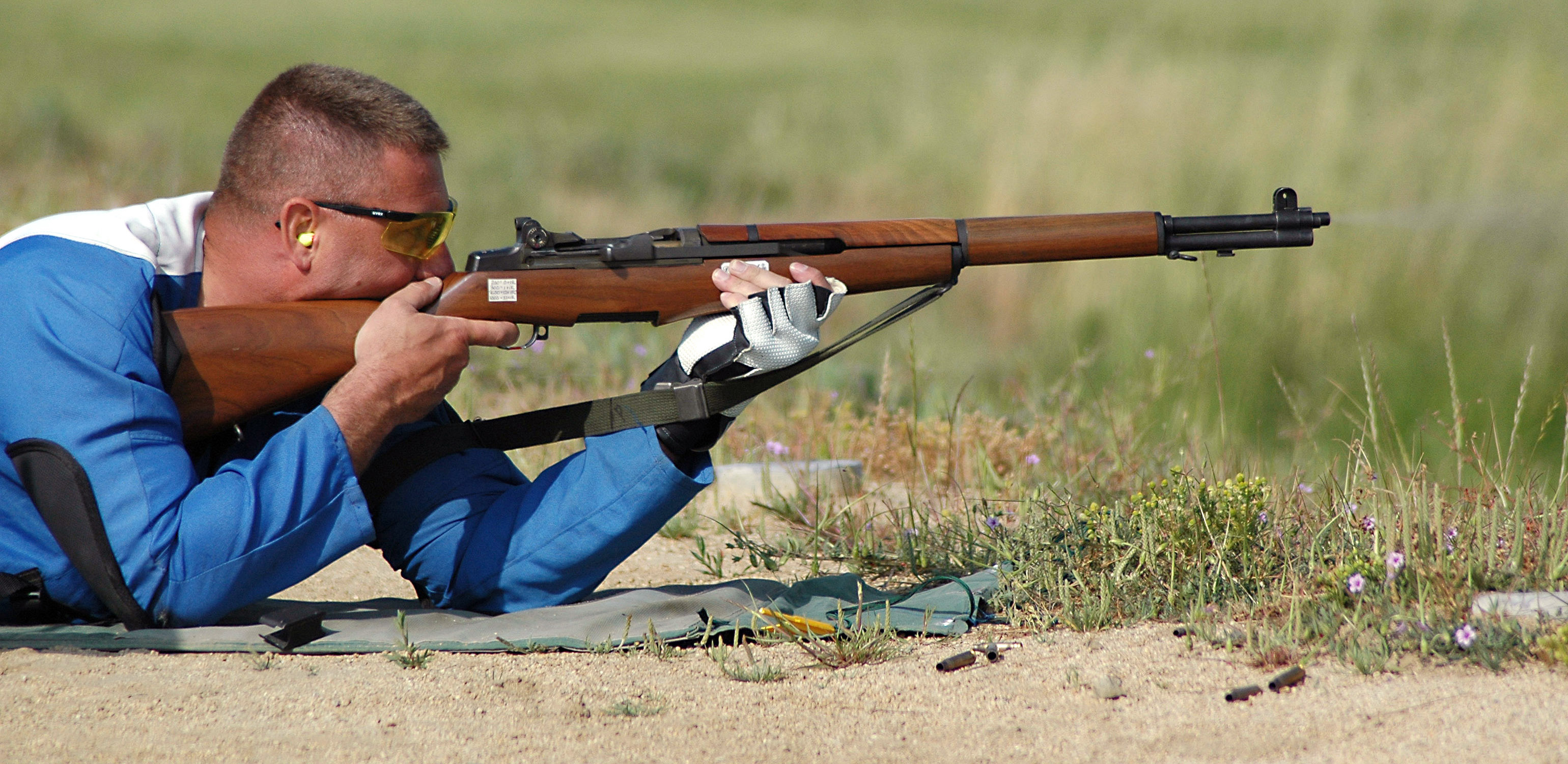
采用卧姿进行的射击

相对于另外的两种步枪射击姿势立姿和跪姿，卧姿是较容易学习和掌握的一种姿势，因为射手的两肘支撑在地上，卧姿所构成的支撑面比立姿和跪姿要大，由枪支与身体结合组成的总重心位置低，从而为射击提供了良好的稳定性。射击姿势的稳定性及保持时间长短视乎射手躯干和射向投影夹角大小和腿部的姿势。
国际射击联合会（ISSF）射击比赛项目中用到卧姿的比赛项目有：
- 50米步枪卧射
- 50米步枪三姿